# 14a etapa del Tour de França de 2016
La 14a etapa del Tour de França de 2016 es disputà el dissabte 16 de juliol de 2016 sobre un recorregut de 208,5 km entre Montélimar i Villars-les-Dombes, Parc des Oiseaux.

## Resultats

### Classificació de l'etapa
| \| Classificació de l'etapa \| Classificació de l'etapa \| Classificació de l'etapa \| Classificació de l'etapa \| Classificació de l'etapa \| \| Corredor \| Corredor \| Equip \| Temps \| \| \| ------------------------ \| ------------------------ \| -------------------------- \| ------------------------ \| ------------------------ \| \| 1r \| Mark Cavendish \| Dimension Data \| 5h 43' 49" \| \| \| 2n \| Alexander Kristoff \| Katusha \| + 0" \| \| \| 3r \| Peter Sagan \| Tinkoff \| + 0" \| \| \| 4t \| John Degenkolb \| Giant-Alpecin \| + 0" \| \| \| 5è \| Marcel Kittel \| Etixx-Quick Step \| + 0" \| \| \| 6è \| André Greipel \| Lotto-Soudal \| + 0" \| \| \| 7è \| Bryan Coquard \| Direct Énergie \| + 0" \| \| \| 8è \| Davide Cimolai \| Lampre-Merida \| + 0" \| \| \| 9è \| Christophe Laporte \| Cofidis, Solutions Crédits \| + 0" \| \| \| 10è \| Samuel Dumoulin \| AG2R La Mondiale \| + 0" \| \| |                    |                            |            |
| |                    |                            |            |
| Font: ProCyclingStats |                    |                            |            |
| Classificació de l'etapa |                    |                            |            |
| Corredor | Corredor           | Equip                      | Temps      |
| 1r | Mark Cavendish     | Dimension Data             | 5h 43' 49" |
| 2n | Alexander Kristoff | Katusha                    | + 0"       |
| 3r | Peter Sagan        | Tinkoff                    | + 0"       |
| 4t | John Degenkolb     | Giant-Alpecin              | + 0"       |
| 5è | Marcel Kittel      | Etixx-Quick Step           | + 0"       |
| 6è | André Greipel      | Lotto-Soudal               | + 0"       |
| 7è | Bryan Coquard      | Direct Énergie             | + 0"       |
| 8è | Davide Cimolai     | Lampre-Merida              | + 0"       |
| 9è | Christophe Laporte | Cofidis, Solutions Crédits | + 0"       |
| 10è | Samuel Dumoulin    | AG2R La Mondiale           | + 0"       |

### Colls i cotes
| Cota de Puy-Saint-Martin. 394m. km 20,5 4a categoria (3,3 km al 4,8%) |                       |              |      |
| 1r                                                                    | Thomas De Gendt (BEL) | Lotto Soudal | 1 pt |

| Cota de Four-à-Chaux. 470m. km 93,5 4a categoria (3,9 km al 4,2%) |                  |                                    |      |
| 1r                                                                | Alex Howes (USA) | Cannondale-Drapac Pro Cycling Team | 1 pt |

| Cota d'Hauterives. 424m. km 101,5 4a categoria (2,1 km al 5,5%) |                        |               |      |
| 1r                                                              | Cesare Benedetti (ITA) | Bora-Argon 18 | 1 pt |

## Classificacions a la fi de l'etapa

### Classificació general
| \| Classificació general \| Classificació general \| Classificació general \| Classificació general \| Classificació general \| \| Corredor \| Corredor \| Equip \| Temps \| \| \| --------------------- \| --------------------------- \| --------------------- \| --------------------- \| --------------------- \| \| 1r \| Christopher Froome \| Team Sky \| 63h 46' 40" \| \| \| 2n \| Bauke Mollema \| Trek-Segafredo \| + 1' 47" \| \| \| 3r \| Adam Yates \| Orica-BikeExchange \| + 2' 45" \| \| \| 4t \| Nairo Quintana Rojas \| Movistar Team \| + 2' 59" \| \| \| 5è \| Alejandro Valverde Belmonte \| Movistar Team \| + 3' 17" \| \| \| 6è \| Tejay van Garderen \| BMC Racing Team \| + 3' 19" \| \| \| 7è \| Romain Bardet \| AG2R La Mondiale \| + 4' 04" \| \| \| 8è \| Richie Porte \| BMC Racing Team \| + 4' 27" \| \| \| 9è \| Daniel Martin \| Etixx-Quick Step \| + 5' 03" \| \| \| 10è \| Fabio Aru \| Astana \| + 5' 16" \| \| |                             |                    |             |
| |                             |                    |             |
| Font: ProCyclingStats |                             |                    |             |
| Classificació general |                             |                    |             |
| Corredor | Corredor                    | Equip              | Temps       |
| 1r | Christopher Froome          | Team Sky           | 63h 46' 40" |
| 2n | Bauke Mollema               | Trek-Segafredo     | + 1' 47"    |
| 3r | Adam Yates                  | Orica-BikeExchange | + 2' 45"    |
| 4t | Nairo Quintana Rojas        | Movistar Team      | + 2' 59"    |
| 5è | Alejandro Valverde Belmonte | Movistar Team      | + 3' 17"    |
| 6è | Tejay van Garderen          | BMC Racing Team    | + 3' 19"    |
| 7è | Romain Bardet               | AG2R La Mondiale   | + 4' 04"    |
| 8è | Richie Porte                | BMC Racing Team    | + 4' 27"    |
| 9è | Daniel Martin               | Etixx-Quick Step   | + 5' 03"    |
| 10è | Fabio Aru                   | Astana             | + 5' 16"    |

### Classificació per punts
|   | Ciclista             | Equip          | Punts |
| - | -------------------- | -------------- | ----- |
| 1 | Peter Sagan (SVK)    | Team Tinkoff   | 340   |
|   | Mark Cavendish (GBR) | Dimension Data | 278   |
| 3 | Marcel Kittel (GER)  | Lotto Soudal   | 228   |

### Classificació de la muntanya
|   | Ciclista              | Equip        | Punts |
| - | --------------------- | ------------ | ----- |
| 1 | Thomas De Gendt (BEL) | Lotto Soudal | 90    |
| 2 | Rafał Majka (POL)     | Team Tinkoff | 77    |
| 3 | Daniel Navarro (ESP)  | Cofidis      | 68    |

### Classificació del millor jove
|   | Ciclista             | Equip              | Temps       |
| - | -------------------- | ------------------ | ----------- |
| 1 | Adam Yates (GBR)     | Orica-BikeExchange | 63h 49' 25" |
| 2 | Louis Meintjes (RSA) | Lampre-Merida      | + 3'03"     |
| 3 | Warren Barguil (FRA) | Team Giant-Alpecin | + 5' 38"    |

### Classificació per equips
|    | Equip           | Temps        |
| -- | --------------- | ------------ |
| 1r | BMC Racing Team | 191h 18' 28" |
| 2n | Movistar Team   | + 2' 30"     |
| 3r | Team Sky        | + 8' 10"     |

## Abandonaments
- 71 -  Mathias Frank (SUI) (IAM Cycling): Abandona
- 82 -  Matti Breschel (DEN) (Cannondale-Drapac Pro Cycling Team): Abandona